# Nikolai Nikolajewitsch Andrejew (Mathematiker)

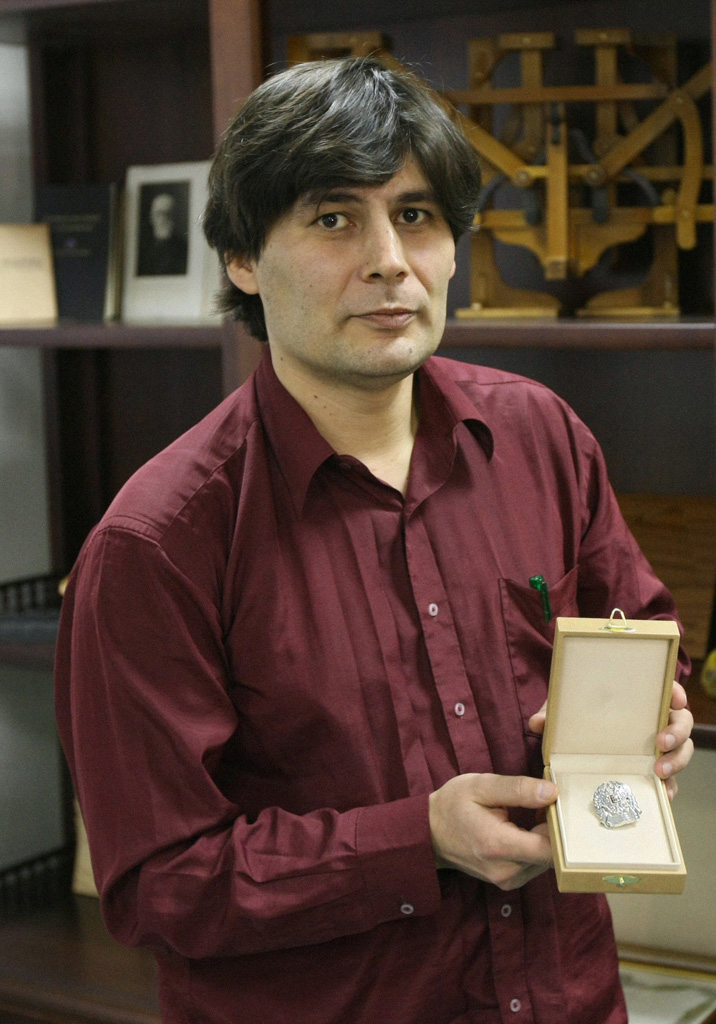
Nikolai Nikolajewitsch Andrejew

Nikolai Nikolajewitsch Andrejew (russisch Никола́й Никола́евич Андре́ев; geboren am 5. Februar 1975 in Saratow, Sowjetunion) ist ein russischer Mathematiker und Popularisierer von Mathematik.

## Biographie
Nikolai Andrejew ist der Kopf des Laboratoriums für Popularisierung und Förderung der Mathematik am Steklow-Institut für Mathematik der Russischen Akademie der Wissenschaften in Moskau. Im Jahr 2000 bekam er seinen Ph.D. in Mathematik an der Lomonossow-Universität Moskau mit der Dissertation „Restricted Approximation Of Individual Functions And Extremal Problems Of Positioning Points On A Sphere“. Unter seinen vielen, durch die mathematische Community hoch bewerteten Projekten ist die Schaffung der Online-Quelle „Mathematical Etudes“.

## Auszeichnungen und Ehrungen
- 2010: Preis der Präsidenten der Russischen Föderation auf dem Gebiet Wissenschaft und Innovationen für junge Wissenschaftler[8]
- 2017: Gold-Medaille der Russischen Akademie der Wissenschaften für hervorragende Leistungen in Wissenschaftspopularisierung[9]
- 2022: Leelavati-Preis der International Mathematical Union für seinen Beitrag zur Kunst mathematischer Animation und mathematischer Modellbildung, in einer Weise, die Junge und Alte gleichermaßen inspiriert und die Mathematiker auf der ganzen Welt an ihre vielfache Verwendung anpassen können, sowie für seine unermüdlichen Anstrengungen, echte Mathematik in der Öffentlichkeit durch Videos, Vorlesungen und ein preisgekröntes Buch zu popularisieren[10]

## Hauptveröffentlichungen
- N. N. Andreev: Disposition of Points on a Sphere with Minimum of Energy. In: Proc. Steklov Inst. Math. Band 219, 1997, S. 20–24
- N. N. Andreev: An extremal property of the icosahedron. In: East J. Approx. Band 2, Nr. 4, 1996, S. 459–462
- N. N. Andreev, S. P. Konovalov, N. M. Panyunin: Matematicheskie etyudy. M., 2015